# Jean-Jacques de Barillon
Pour les articles homonymes, voir Barrillon.
Jean-Jacques de Barrillon est un magistrat français, né le 12 avril 1601, mort le 30 août 1645 dans la forteresse de Pignerol (province de Turin)

## Ascendance
Jean-Jacques de Bar(r)illon est l'arrière-petit-fils de Jean II Barrillon (mort en 1552 ; notaire et secrétaire du roi (1529), greffier du Grand Conseil par intérim en l'absence du titulaire Jean Rivière (1532), élu comme notable à l'Hôtel de Ville pour avoir avec plusieurs autres le gouvernement et administration des pauvres sous la ville" (16 novembre 1544)), et de Perrette Olivier de Mancy et Morangis, fille du secrétaire du roi Jean Olivier le Jeune et cousine germaine du chancelier Olivier de Leuville, épousée en secondes noces le 1er janvier 1531. Jean II Barrillon était lui-même le fils de Jean Ier Bar(r)illon, † 1553, secrétaire du chancelier Duprat, son compatriote issoirien et son cousin par alliance : en effet, ce puissant personnage lui avait fait épouser sa cousine germaine, Claude/Claudine Du Prat, fille de son oncle Claude Du Prat sire d'Hauterives et de Niolet.
Il est le petit-fils d'Antoine Barillon (mort le 26 juin 1572), seigneur de Mancy, reçu maître des comptes (3 juin 1557), et de Louise de Billon (morte le 23 octobre 1585), dame de Messy et Villeparisis en partie et du Moneyroux en la Marche (à Clugnat, et cf. Guéret).
Il est le fils de Jean III Barillon de Morangis, seigneur de Mancy (mort le 13 août 1627), reçu conseiller au Parlement de Paris (1582), acquéreur de Châtillon-sur-Marne sur les d'Aumale de Mont-Notre-Dame en 1558, et de Judith de Mesmes (morte le 2 janvier 1652 ; mariée en février 1598), fille de Henri Ier de Mesmes (1532-1596 ; seigneur de Roissy-en-France, conseiller d'État), et sœur de Jean-Jacques II de Mesmes de Roissy (1560-1642 ; président de la Cour des comptes, conseiller d'État et Doyen de tous les Conseils).
Son frère aîné est Antoine Barrillon de Morangis (1599-1672).

## Biographie
Jean-Jacques de Barrillon est reçu conseiller au Parlement de Bretagne le 4 juin 1620, puis au Parlement de Paris le  1er août 1623, et enfin président en la  1re chambre des enquêtes de ce même Parlement de Paris le 18 février 1628. Champion de la lutte contre l'arbitraire royal, il s'oppose à la politique de Richelieu et de Mazarin. 
Après la fuite de Gaston d'Orléans en Lorraine le 31 janvier 1631, Louis XIII fait une déclaration à Dijon le 30 mars 1631 "contre ceux qui ont suivi Monsieur frère du roi hors du royaume" et visant le comte de Moret, les ducs d'Elbeuf, de Bellegarde et de Roannais, pour leur rôle lors de l'évasion de l'héritier présomptif de la couronne. Le 26 avril 1631, le président Barillon souhaite que des remontrances soient faites, demande que toutes les pièces soient examinées et s'étonne que, si la requête de Monsieur était vraie il n'en soit pas parlé, et si elle ne l'était pas qu'il soit permis qu'elle soit publiée. Par son éloquence, il obtient la moitié des voix des parlementaires et il y a un arrêt de partage. Très mécontent de cette issue, le roi réunit son conseil le 12 mai 1631, déchire le lendemain de sa main l'acte de partage du 26 avril 1631 et donne 24 heures au président Barillon pour quitter Paris et se rendre à Clermont en Auvergne. "Mais il ne passa pas Sainte-Mesme, qui est une terre de sa sœur, et juste après quinze jours d'absence, M. de Roissy, son oncle, doyen du conseil, eut ordre de le rappeler et de le rétablir en sa charge". Le 2 juin 1631, il rentre à Paris. 
Cette première épreuve n'entame pas son indépendance d'esprit. Ainsi est-il hostile à la mise en place par les lettres patentes du 14 juin 1631 et du 16 septembre 1631 d'une Chambre de justice d'exception installée à l'Arsenal et présidée par son frère aîné Antoine Barillon de Morangis. Le 26 novembre 1631, elle fait pendre de nuit sur la place de Grève deux personnes accusées de faux-monnayage. Le Parlement interdit à cette nouvelle juridiction, le 28 novembre 1631, l'exercice de sa commission et défend aux chevalier du Guet, lieutenants, huissiers, sergents et autres ministres de justice, d'exécuter ses ordres. Le Conseil du roi casse cette décision le 4 décembre 1631 à Château-Thierry. Le 12 décembre 1631, le Parlement convoque trois membres de la chambre de l'Arsenal pour examiner leur commission. Un arrêt du conseil du roi en date du 16 décembre 1631 annule cette mesure et interdit le président de Barillon des fonctions de sa charge, à peine de faux tant qu'il n'aura pas comparu devant le Conseil du roi. Arrivée à Metz le 10 janvier, la délégation du Parlement n'est reçue que le 30.
Quatre ans plus tard, Jean-Jacques de Barillon conteste treize édits créant de nouveaux offices, dont vingt-quatre conseillers au Parlement, destinés à subvenir à l'entretien des armées et des gens de guerre. Louis XIII impose l'enregistrement de ces textes lors d'un lit de justice qui se tient le 20 décembre 1635. Le 22 décembre 1635, les magistrats des enquêtes estiment que ces édits ne peuvent cependant pas être exécutés puisque la lecture ne leur en a pas été faite alors qu'ils concernent leur compagnie. Le 6 janvier 1636, le président Barillon est exilé à Saumur où il demeure trois mois entiers. 
Le 27 mars 1638 il demande avec de jeunes conseillers des chambres des enquêtes une assemblée générale de toutes les chambres du Parlement pour relayer les plaintes des rentiers de l'Hôtel de Ville qui n'ont pas touché leurs paiements. À la suite d'un conseil tenu le 30 mars 1638, il reçoit le 1er avril 1638 l'ordre de se retirer d'abord au château de Tours puis pour éviter une épidémie de peste dans celui d'Amboise où il doit rester cinq ans et demi. Pendant toute cette période Arnauld d'Andilly l'informe des nouvelles de Paris deux fois par semaine le dimanche et le mercredi. Il reçoit également la visite du futur cardinal de Retz qui lui propose de s'évader mais il refuse. L'édit de Saint-Germain-en-Laye de février 1641 supprime son office. Il est rétabli par l'édit de Saint-Germain-en-Laye d'avril 1643. Son rappel, décidé le 28 avril 1643, pendant la maladie de Louis XIII, n'intervient que sous la régence d'Anne d'Autriche. 
Celle-ci le consulte. Il se souvient qu'elle a eu aussi à souffrir sous le précédent gouvernement. Il la soutient, ne se doutant pas qu'elle s'entend secrètement avec le cardinal Mazarin. Lors du lit de justice du 18 mai 1643, il supplie humblement la souveraine de se servir de gens d'une probité reconnue et d'éloigner d'elle les ministres de la tyrannie passée. Pour ruiner son crédit, Mazarin prétend que l'ancien exilé est gouverné par Béthune et Montrésor et il songe à se débarrasser de lui en le nommant ambassadeur en Suisse. Le président Barillon se détache progressivement d'Anne d'Autriche.
En 1645, il prend position contre l'Édit du Toisé, imposé par Michel Particelli d'Émery. Le 28 mars 1645 au matin il est arrêté chez lui sur l’ordre de la reine , et conduit, dans un carrosse très mal attelé, à Pignerol sous la garde de Loustenau et d'une escorte de gardes et d'archers. Sa femme qui n'est pas autorisée à l'accompagner reçoit l'ordre de se retirer dans l'une de ses maisons des champs. Le jour même, le Parlement se rend en corps au Palais Royal pour demander que soit mis fin à son éloignement mais la régente refuse de recevoir les magistrats. Elle leur répond le 26 avril 1645 en rejetant leur requête. Elle reproche au président Barillon "sa mauvaise conduite et ses cabales et intelligences ". Le Parlement renouvelle ses démarches les 27 et 29 avril, ainsi que le 27 mai 1645, sans plus de résultat. Le 14 juin 1645, il décide de faire de nouvelles remontrances pour obtenir l'élargissement du prisonnier. 
Ce dernier, arrive le 15 avril 1645, le samedi saint, à Embrun où il se confesse et reçoit la communion. Le 17, il quitte cette ville porté sur une litière et entre à  Pignerol le 18. Le 21 juillet, une fièvre le prend mais il assiste tout de même à la messe. Le 24 août il est pris d'un hoquet, le 28 août, il reçoit l'extrême onction. Il déclare au R.P. Antoine Rivière, prieur et vicaire général au couvent de Saint-Augustin à Pignerol : "je prie Dieu de faire grâce à tous ceux qui m'ont desservi, et qui, soit par jalousie, soit par malice ont mal interprété mes pensées et mes discours, je leur pardonne, non pas à cause que je ne suis pas en puissance de me venger, mais purement parce que Dieu me le commande  et que je suis chrétien". Il décède le 30 août. Après autopsie, son corps est inhumé dans la grande église de Pignerol en présence du gouverneur de Pignerol, du lieutenant du roi de la place, du président du conseil souverain, des officiers de la garnison et d'une grande foule.
Ignorant ce décès, le parlement supplie de nouveau la reine d'autoriser le retour du président Barillon, et la demande reçoit cette fois un accueil favorable. "Les malins dirent là dessus que la nouvelle de la mort étant arrivée la veille, la cour n'avait rien accordé en accordant cette grâce".
Gui Patin note à la date du 24 octobre 1645: "ces jours passés mourut à Pignerol M. le président Barillon, homme d'honneur et digne d'un meilleur siècle; et M. le président Gayant, fort vieux et disgracié, est mort ici. Ces deux hommes étaient véritablement ex ultimis Gallorum, et il n'y en a plus guère de leur trempe. Un sac de pistoles, et quelque chose bien moindre quelquefois, emporte la générosité des Français, qui, au lieu d'être honnêtes gens et courageux comme leurs aïeux, sont devenus de misérables pécores. J'ai peur que la vertu finisse ici tant je vois de corruption".
Pour sa part Nicolas Goulas fait un éloge plus nuancé : "cet homme emporta une grande réputation en l'autre monde, et sans doute quantité de belles et bonnes parties: de la probité beaucoup, de la capacité aux affaires du Palais, de la bonté, de la fidélité pour ses amis, de la bonne gloire; mais il s'opposait avec trop d'aigreur et d'emportement, pour le temps, aux volontés du souverain et ne goûtait point ces voies moyennes des sages, inter abruptam contumaciam et deforme obsequium et, si c'est la bonne façon d'agir en des rencontres difficiles et en un siècle comme celui que nous avons vécu. L'on publia qu'il avait été empoisonné comme la reine de Navarre, parce qu'après sa mort, on le fit ouvrir par les médecins de Pignerol, et ils ne regardèrent point dans la tête. Ce bruit était une grande sottise".
Arnauld d'Andilly laisse enfin ce portrait: "comme l'amitié ne saurait être plus grande entre deux frères que celle qui était entre lui et moi, et qu'ainsi le fond de son cœur ne m'était pas moins connu que le mien, je dois rendre cet honneur à sa mémoire, que l'ambition ni la vanité n'avaient point de part à cette fermeté qui lui a coûté, divers exils, diverses prisons, et enfin la vie. Sa liberté à dire son sentiment sur les affaires publiques ne procédait que de ce qu'il était persuadé que sa conscience l'y obligeait; et, un peu avant qu'on l'envoyât à Pignerol, il me dit dans notre entière confiance que, ne pouvant changer de conduite dans l'exercice de sa charge sans trahir ses sentiments, son dessein était de la quitter, et de se retirer dans une de ses terres pour y passer avec ses livres et quelques-uns de ses amis, une vie tranquille et ne penser qu'à son salut"

## Descendance
Marié en 1627 à Bonne Fayet (morte le 20 avril 1682), fille du président Fayet, il est père de plusieurs enfants, trois fils et une fille, : 
- Jean-Paul de Bar(r)illon d'Amoncourt, marquis de Branges (né en 1628, mort le 23 juillet 1691), seigneur de Mancy, de Châtillon-sur-Marne et de Châtillon-sur-Indre, ambassadeur extraordinaire en Angleterre (1677-1688). Postérité de sa femme Marie-Madeleine Mangot, dont les Amelot de Chaillou et les Cardin Le Bret
- Antoine de Barillon, seigneur de Morangis, de Montigny et de Louans en Hurepoix (né vers 1630, mort le 18 mai 1686), conseiller au Parlement de Paris (1652), maître des requêtes (12 mai 1672), intendant à Metz (janvier 1674-1677), à Alençon (décembre 1677-décembre 1682), à Caen (décembre 1682-mai 1686), à Orléans. Postérité de sa femme Catherine Boucherat, fille du chancelier Louis : 
  - Jean-Jacques de Barrillon-Morangis (né vers 1678-† 1741 célibataire), sire de Louans en Hurepoix dont il obtient en 1693 le changement de nom en Morangis en l'honneur du fief familial champenois (venu des d'Amoncourt de Branges : cf. l'article Antoine) ;
  - Anne-Françoise de Barrillon, née en 1677, épouse d'Antoine-Clériadus de Choiseul-Beaupré-Daillecourt, d'où leur arrière-petit-fils Claude-Antoine-Gabriel duc de Choiseul, et leur autre arrière-petit-fils Marie-Gabriel-Florent-Auguste de Choiseul-Gouffier.
- Jean-Jacques de Barrillon (né en 1632) ;
- Marie de Barillon (née en 1636) ;
- Henri de Barillon (né le 4 mars 1639 au château d'Amboise, mort à Paris le 6 mai 1699), élève du collège de Juilly de 1650 à 1652, entré à l'Oratoire en 1658[28], prieur de Boulogne (près Blois) en 1663, docteur en théologie de la faculté de Paris en 1666, ordonné prêtre le 19 juin 1666, nommé évêque de Luçon le 17 octobre 1671, confirmé le 8 février 1672 et ordonné le 5 juin 1672[29], conseiller d'État le 20 janvier 1673[30], mort des suites d'une opération de la pierre, inhumé dans l'église de l'institution des Oratoriens ;
- Judith de Barillon (née en 1642, morte le 2 avril 1721), qui épouse le 3 septembre 1663 (et par contrat du 2 septembre 1663 passé devant Lecaron et Gallois notaires au Châtelet de Paris) César-Philippe de Chastellux (baptisé dans la chapelle de Chastellux le 23 mai 1623, mort le 8 juillet 1695), vicomte d'Avallon, sous-lieutenant de la compagnie de gendarmes du prince de Condé (7 août 1647), maréchal de camp (1er septembre 1650), lieutenant de la compagnie de gendames du prince de Condé (15 novembre 1652), reçu chanoine à Auxerre (31 octobre 1648)[31].

## Sources
- Michel Popoff, Prosopographie des gens du parlement de Paris (1266-1753), t.1, p. 296
- La Nouvelle revue héraldique : historique et archéologique : organe du Conseil des héraldistes de France , 1936, p. 15
- Marie-Thérèse Hipp, « Notes » in Cardinal de Retz, Œuvres, Gallimard, « Bibliothèque de la Pléiade », 1984, p. 1250
- Mercure galant, 1696, t.6 (mai), p. 208-211